# Espectralismo
El espectralismo es un estilo musical originado en Francia en la década de los sesenta alrededor de un grupo de compositores agrupados en torno al Ensemble l'Itinéraire (Gérard Grisey, Tristan Murail y Hughes Dufourt). La música espectral, en un sentido restrictivo, se basa principalmente en el descubrimiento de la naturaleza del timbre musical y en la descomposición espectral del sonido musical, en el origen de la percepción del timbre. El término fue acuñado en un artículo publicado en 1979 por el compositor y teórico Hugues Dufourt pero, como en el caso del impresionismo y muchos otros estilos musicales, aquellos compositores cuya música se considera espectral no aceptan generalmente tal denominación.
El movimiento se ha ido ensanchando e influye en las más importantes tendencias contemporáneas de composición y en muchos de los compositores más jóvenes como por ejemplo Philippe Hurel, Philippe Leroux, Marc-André Dalbavie, Jean-Luc Hervé, Fabien Lévy o Thierry Blondeau (Francia), Kaija Saariaho o Magnus Lindberg (Finlandia), George Benjamin o Julian Anderson (Reino Unido), Marco Stroppa (Italia), Bernat Vivancos (España) y Joshua Fineberg (Estados Unidos).

## Orígenes
Esta música surge en la década de los setenta, como un producto del IRCAM francés, una institución pionera del estado, dirigida y creada originalmente por el compositor y director Pierre Boulez para explorar el sonido de una forma científica y musical. Las ideas de la música espectral puede ser vistas como frutos tardíos del trabajo de compositores como Maurice Ravel u Olivier Messiaen, que crearon armonías y orquestaciones basadas en los contenidos armónicos y enarmónicos del sonido (el uso del órgano con múltiples registros que favorecen los ármonicos, de campanas, o los cantos de  pájaros). 
La música de Scelsi, con sus concentraciones de largo desarrollo, de tonos sencillos, continuamente cambiantes en timbre y otros parámetros, también fue una importante inspiración de la música espectral. Otras obras como Metastasis de Iannis Xenakis (1954), Atmosphères de György Ligeti (1961), Stimmung de Karlheinz Stockhausen (1968), Mutations de Jean-Claude Risset (1969) o Stria de John Chowning (1978) han influido directamente en el movimiento, por su ambivalencia armonía-timbre. El espectralismo simplemente llevó estos principios más lejos y de forma más precisa, gracias a las técnicas derivadas del análisis y la síntesis asistidas por ordenador, que permitían la representación del timbre de forma mucho más precisa.
Filosóficamente la actitud espectralista de rigurosa objetividad en la búsqueda del sonido y en la aplicación de sus descubrimientos en la composición, puede ser considerada como una continuación del modernismo tradicional. La música espectral en sus inicios fue también recibida como un rechazo de las búsquedas de los serialistas y post-serialistas (que incluían al mismo Boulez) y que se situaban en ese momento en la vanguardia de la técnica compositiva. Estos preferían pensar el sonido complejo como un continuum, como un reflejo microscópico del continuo formal macroscópico que es una obra de música.
Hughes Dufourt músico y también filósofo, fue el primero en acuñar el término espectralismo en un artículo de 1979. Designa, generalmente, las técnicas de composición desarrolladas por Murail, Dufourt, Michaël Levinas y Grisey, aunque este último se identificaba poco con el término y prefería hablar de «musique liminale», que resumía mejor su pensamiento del tiempo musical.
La música «espectral» intenta trasladar a la orquesta o a un conjunto instrumental las evoluciones temporales del sonido más o menos en bruto. Utiliza para ello técnicas microtonales de orquestación que favorecen una percepción fusionada y los procesos continuos de transformación del material en el tiempo. Aplicaron también a la escritura para instrumentos tradicionales algunas técnicas procedentes de los descubrimientos en electroacústica, como la modulación de frecuencia, el bucle de retroalimentación, la compresión del espectro, o la dilatación de un sonido en el tiempo. También se emplearon las resonancias naturales de habitaciones, ya fueran un componente íntegro de la obra o una consideración aparte.
Horatiu Radulescu ha desarrollado otra escritura espectral basada en la "scordatura spectrale" basada en intervalos desiguales que aumentan su número según la altura (menos en el registro grave, más en el registro agudo).

"No existe una verdadera escuela de compositores espectrales; más bien, ciertos problemas fundamentales asociados con el estado de la música contemporánea, desde al menos 1965, han provocado repetidamente que compositores de muy diferentes orígenes busquen algunas soluciones comunes que involucran la aplicación de la acústica y la psicoacústica a la composición"
Julian Anderson ("A Provisional History of Spectral Music”. Contemporary Music Review) 

## Técnica compositiva
En este género musical, las ondas son descompuestas, y luego recreadas en formas musicales. Consiste en aplicar a la composición el análisis del espectro sonoro, por lo que en él influye el análisis armónico. 
El espectro sonoro puede definirse como la serie de sonidos -generalmente más agudos- que acompañan a una nota fundamental por resonancia natural, y que dan color y timbre al instrumento que vibra al emitir esa nota.
Estos sonidos no son cabales, sino partícipes de otros sonidos, y son llamados "parciales", o más comúnmente "armónicos". Este último término no es del todo correcto, ya que en ciertos instrumentos (como los platillos en la percusión, por ej.) no se da una relación de serie armónica entre todos los parciales, sino que las relaciones son más irregulares, por lo que estos no serían parciales "armónicos", sino más bien parciales "inarmónicos"). La única manera de aislar estos parciales y reproducirlos por separado es mediante la síntesis de un sonido en un sintetizador de tonos puros (sinusoides). Ningún sonido de nuestra vida real está compuesto por un solo parcial o tono puro.  En algunos instrumentos, como los de cuerda, se puede tocar de cierta manera en que se evitan los primeros parciales del sonido, logrando así una sonoridad donde sobresale el parcial que aparezca primero en la serie armónica, sin ser este la fundamental de dicho sonido. En los instrumentos de cuerda, estos "armónicos" se producen al apoyar el dedo con suavidad sobre los nodos. En una guitarra, por ejemplo, existen dos nodos extremos, donde se suele poner la amplificación por su riqueza armónica, y 23 nodos intermedios. El nodo número 12 concuerda con el traste del mismo número, donde se octaviza la nota, y también con la mitad del mástil, donde los armónicos son más potentes; por lo tanto una octava se puede escribir como 2/1 - el numerador expresa el número de vibraciones del sonido agudo y el denominador las del sonido grave. El mismo mástil se podría dividir en tres, y el nodo concordaría con el traste de una quinta pitagórica e inexactamente con el traste número siete; sería el segundo armónico más potente y se expresaría con 3/2. Del mismo modo la cuarta dividiendo el mástil en cuatro partes, cuadrando inexactamente con el traste 5 y expresándose con la fracción 4/3.
Por lo tanto, el espectralismo se ocupa de analizar el espectro musical con lupa, para manejar todos los sonidos físicos posibles y disponer el compositor de ellos para crear su propia armonía, no sólo limitada por los sonidos temperados. 
Esta búsqueda de libertad  y expresión romántica es aplicada por el espectralismo a otras características de la música:
- En los intervalos musicales, defienden los conceptos de disonancia y consonancia como altamente influenciados por la cultura. De hecho, escalas hindúes o chinas son imposibles desde un punto de vista armónico para las escuelas occidentales basadas en el sistema de temperamento igual.

- Similar al concepto anterior, establecen como muy difusa la línea que separa los sonidos "musicales" de los de altura indeterminada y de los ruidos o chirridos.

Estos dos conceptos presentan una crítica al convencionalismo clásico occidental como negadora de otros recursos musicales alternativos, y se basa en la definición de música como arte, y el arte como la expresión de una interpretación personal de lo real o imaginado.

## Interpretaciones
Algunas premisas que dicta el espectralismo para su ejecución son:
- Los instrumentos preferidos para la "resíntesis" orquestal de los sonidos son aquellos con un contenido armónico relativamente pobre, como la flauta y el clarinete.
- La recreación de los espectros por parte de instrumentos convencionales, exige una afinación en octavos de tono, o bien, por lo menos, en cuartos de tono.

De lo cual se extrae la imposibilidad de armonización de los sonidos creados por el espectralismo. Físicamente, analizando los sonidos como números de vibraciones, parece una tarea imposible. Sabiendo que la tercera de una escala mayor está establecida en cuatro semitonos y que su resonancia natural es muy débil - a pesar de su fuerte armonía - la armonización de octavos de tono entre sí es sumamente difícil, pues el oído no podría percibir el sonido conjunto de un acorde confeccionado con estas notas. Cuando ya la naturaleza de la tercera es tan pobre físicamente, la de los octavos de tono sería casi nula.
- El análisis de las series de Fourier de un sonido es una fuente de material temático y formal.

De esta última característica podemos extraer la similitud con el movimiento literario francés de la misma época llamado Oulipo (del francés OUvrier de LIterature POtentialle, Taller Potencial de Literatura). Estos movimientos simultáneos buscaban una base para el arte en las matemáticas, a partir de la cual crear o tomar una referencia. Esto puede observarse en las referencias que toma la pintura en la razón áurea y en la búsqueda que realizó Descartes de una fórmula matemática aplicable a sus preguntas filosóficas.